# ガーフィールド郡 (コロラド州)
ガーフィールド郡（英: Garfield County）は、アメリカ合衆国コロラド州の西部に位置する郡である。2010年国勢調査での人口は56,389人であり、2000年の43,791人から29％増加した。コロラド州の郡では人口で第12位である。郡庁所在地はグレンウッドスプリングス市（人口9,614人）であり、同郡で人口最大の都市でもある。郡名は第20代アメリカ合衆国大統領ジェームズ・ガーフィールドに因んで名付けられた。

## 地理
アメリカ合衆国国勢調査局に拠れば、郡域全面積は2,955.76平方マイル (7,655.4 km2)であり、このうち陸地は2,947.06平方マイル (7,632.9 km2)、水域は8.70平方マイル (22.5 km2)で水域率は0.29％である。

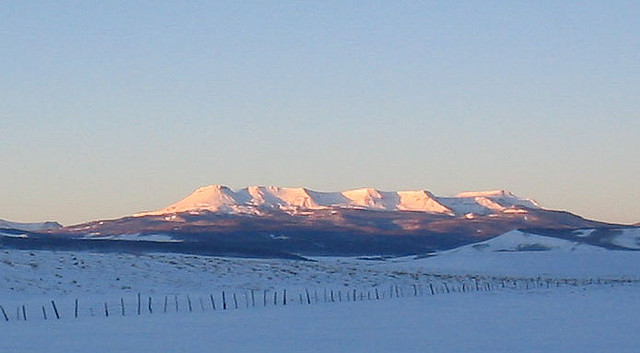
フラットトップス山脈の日の出

### 保護地域
- フラットトップス原生地
- グランドメサ国立の森
- ハーベイギャップ州立公園
- リフルフォールズ州立公園
- ライフルギャップ州立公園
- ラウト国立の森
- ホワイト川国立の森

### 景観道路
- ダイノソー・ダイヤモンド古生代ハイウェイ国立景観側道
- フラットトップス・トレイル景観側道
- ウェストエルクループ景観側道

### 隣接する郡
- リオブランコ郡 - 北
- ラウト郡 - 北東
- イーグル郡 - 東
- ピトキン郡 - 南東
- メサ郡 - 南
- グランド郡 (ユタ州) - 南西
- ユインタ郡 (ユタ州) - 北西

## 人口動態
以下は2000年国勢調査による人口統計データである。
| 基礎データ - 人口: 43,791人 - 世帯数: 16,229 世帯 - 家族数: 11,279 家族 - 人口密度: 6人/km2（15人/mi2） - 住居数: 17,336軒 - 住居密度: 2軒/km2（6軒/mi2） 人種別人口構成 - 白人: 89.96% - アフリカン・アメリカン: 0.45% - ネイティブ・アメリカン: 0.71% - アジア人: 0.44% - 太平洋諸島系: 0.08% - その他の人種: 6.53% - 混血: 1.84% - ヒスパニック・ラテン系: 16.67% 先祖による構成 - ドイツ系：18.1％ - イギリス系：11.1％ - アイルランド系：11.0％ - アメリカ人：7.1％ - イタリア系：5.6％ | 年齢別人口構成 - 18歳未満: 27.1% - 18-24歳: 9.0% - 25-44歳: 33.0% - 45-64歳: 22.1% - 65歳以上: 8.8% - 年齢の中央値: 34歳 - 性比（女性100人あたり男性の人口） - 総人口: 105.6 - 18歳以上: 105.0 世帯と家族（対世帯数） - 18歳未満の子供がいる: 37.2% - 結婚・同居している夫婦: 57.6% - 未婚・離婚・死別女性が世帯主: 7.8% - 非家族世帯: 30.5% - 単身世帯: 22.8% - 65歳以上の老人1人暮らし: 6.3% - 平均構成人数 - 世帯: 2.65人 - 家族: 3.11人 収入と家計 - 収入の中央値 - 世帯: 47,016米ドル - 家族: 53,840米ドル - 性別 - 男性: 37,554米ドル - 女性: 27,280米ドル - 人口1人あたり収入: 21,341米ドル - 貧困線以下 - 対人口: 7.5% - 対家族数: 4.6% - 18歳未満: 8.1% - 65歳以上: 5.5% |

## 都市と町
- グレンウッドスプリングス - 郡庁所在地
- バトルメントメサ
- カーボンデール
- ニューキャッスル
- パラシュート
- ライフル
- シルト